# Верхні Арті
Ве́рхні А́рті (рос. Верхние Арти) — присілок у складі Артинського міського округу Свердловської області.
Населення — 8 осіб (2010, 0 у 2002).